# Article 3 du traité sur l'Union européenne
L’article 3 du traité sur l'Union européenne fait partie du Titre I : « Dispositions communes ». Il correspond à l'ancien article 2 du traité pré-Lisbonne.

## Disposition
L'article 3 dispose :

« 1. L’Union a pour but de promouvoir la paix, ses valeurs et le bien-être de ses peuples.
2. L’Union offre à ses citoyens un espace de liberté, de sécurité et de justice sans frontières intérieures, au sein duquel est assurée la libre circulation des personnes, en liaison avec des mesures appropriées en matière de contrôle des frontières extérieures, d’asile, d’immigration ainsi que de prévention de la criminalité et de lutte contre ce phénomène.
3. L’Union établit un marché intérieur. Elle œuvre pour le développement durable de l’Europe fondé sur une croissance économique équilibrée et sur la stabilité des prix, une économie sociale de marché hautement compétitive, qui tend au plein emploi et au progrès social, et un niveau élevé de protection et d’amélioration de la qualité de l’environnement. Elle promeut le progrès scientifique et technique.
Elle combat l’exclusion sociale et les discriminations, et promeut la justice et la protection sociales, l’égalité entre les femmes et les hommes, la solidarité entre les générations et la protection des droits de l’enfant.
Elle promeut la cohésion économique, sociale et territoriale, et la solidarité entre les États membres.
Elle respecte la richesse de sa diversité culturelle et linguistique, et veille à la sauvegarde et au développement du patrimoine culturel européen.
4. L’Union établit une union économique et monétaire dont la monnaie est l’euro.
5. Dans ses relations avec le reste du monde, l’Union affirme et promeut ses valeurs et ses intérêts et contribue à la protection de ses citoyens. Elle contribue à la paix, à la sécurité, au développement durable de la planète, à la solidarité et au respect mutuel entre les peuples, au commerce libre et équitable, à l’élimination de la pauvreté et à la protection des droits de l’homme, en particulier ceux de l’enfant, ainsi qu’au strict respect et au développement du droit international, notamment au respect des principes de la charte des Nations unies.
6. L’Union poursuit ses objectifs par des moyens appropriés, en fonction des compétences qui lui sont attribuées dans les traités. »

## Contenu et analyse
L'article 3 TUE est pertinent notamment en droit pénal européen puisqu'il crée l'espace de liberté, de sécurité et de justice (paragraphe 2) et le marché intérieur (paragraphe 3). L'établissement de ces deux espaces à entraîner le développement nécessaire de normes pénales européennes. L'aspect relatif à l'espace de liberté, de sécurité et de justice est précisée à l'article 67 du traité sur le fonctionnement de l'Union européenne et dans les articles suivants.

## Sources